# Hydrogamasellus cicatricosus
Hydrogamasellus cicatricosus är en spindeldjursart som beskrevs av Wolfgang Karg 1976. Hydrogamasellus cicatricosus ingår i släktet Hydrogamasellus och familjen Ologamasidae. Inga underarter finns listade i Catalogue of Life.